# Susannah Lazar
Susannah Lazar (1982) è un'astronoma amatoriale statunitense, di professione fisica medica.
Il Minor Planet Center le accredita la scoperta dell'asteroide 20430 Stout effettuata il 10 gennaio 1999 in collaborazione con Walter R. Cooney, Jr..